# Scopula luxipuncta
Scopula luxipuncta är en fjärilsart som beskrevs av Louis Beethoven Prout 1932. Scopula luxipuncta ingår i släktet Scopula och familjen mätare. Inga underarter finns listade.